# Hysteropterum nigridorsale
Hysteropterum nigridorsale är en insektsart som beskrevs av Matsumura 1910. Hysteropterum nigridorsale ingår i släktet Hysteropterum och familjen sköldstritar. Inga underarter finns listade i Catalogue of Life.